# Кернгормс (національний парк)
57°05′00″ пн. ш. 3°40′00″ зх. д. / 57.0833° пн. ш. 3.66667° зх. д.
Національний парк Кернгормс — національний парк у Гайленді, на північному сході Шотландії, заснований в 2003 році. Це другий, після Лох-Ломонд-енд-те-Троссахс, національний парк Шотландії. У парку розташований хребет Кернгормс і навколишні передгір'я. Цей найбільший в Британії національний парк в 2010 було розширено і отримав території в області Перт-енд-Кінросс.

## Географія
Національний парк Кернгормс займає площу 4528 км² на територіях місцевих рад: Абердиншир, Морей, Гайленд, Ангус та Перт-енд-Кінросс.Гірський хребет Кернгормс лежить в основі національного парку, але утворює лише одну його частину, поряд з іншими пасмами сопок, такими як Ангус-Гленс і Монадліат, та низовинами: Стратспей і верхів'я Ді. У парку мають витоки три основні річки: Спей, Ді та Дон. Спей, яка є другою за довжиною річкою Шотландії, має виток в Монадліаті, в той час як Ді і Дон мають витоки у Кернгормсі.
Кернгормс складається з трьох головних плато заввишки близько 1000—1200 м над рівнем моря, над якими здіймаються столові гори (останці ) що заввишки до 1300 м. На багатьох вершинах є тори — скелі, що стоять на вершині обсипаного валунами ландшафту. Кернгормс має гірсько-альпійську флору, що має тундроподібні особливості та довго не тагнучі острівці снігу.
Гори Монадліат лежать на північ від Стратспей і мають широке плато, заввишки 700—950 м.

## Природа та охорона
Гори Кернгормс мають унікальний альпійський клімат приморської напівтундри, де зустрічаються багато рідкісних рослин, птахів та тварин. Рідкісні види птахів на плато: Lagopus muta, Charadrius morinellus, Plectrophenax nivalis, Aquila chrysaetos, Turdus torquatus і Lagopus lagopus scotica. Види ссавців: Cervus elaphus scoticus та заєць білий, а також єдине стадо північних оленів на Британських островах.
У долинах та розпадках національного парку збережено Каледонський праліс. Сосновий ліс, що простягається від річки Феші до Абернеті, утворює найбільшу єдину територію лісу, що залишилася в Шотландії, а парк в цілому містить більше половини вцілілого Каледонського лісу. У цих лісах можна зустріти такі види птахів, як глушець, тетерук, Loxia scotica, шишкар сосновий та синиця чубата.
Вся довжина річки Ді є особливою зоною охорони (SAC) через її значення для лосося, видри та прісноводних мідій, а у річці Дон водяться риби: лосось, морська форель, форель, вугрі і міноги. У верхів'ях Стратспей, болота Інш утворюють одну з найбільших у Шотландії ділянок заплавної болотної та плавневої рослинності і є важливими для багатьох видів птахів, які розмножуються там щоліта, а саме: скопа, качки (свищ євразійський, широконіска та гоголь, а також кулики (коловодник звичайний, баранець звичайний, кульон великий та Vanellinae, а також перелітних пташок взимку: гуска сіра з Ісландії та до 200 лебідь-кликун.